# Калужский уезд

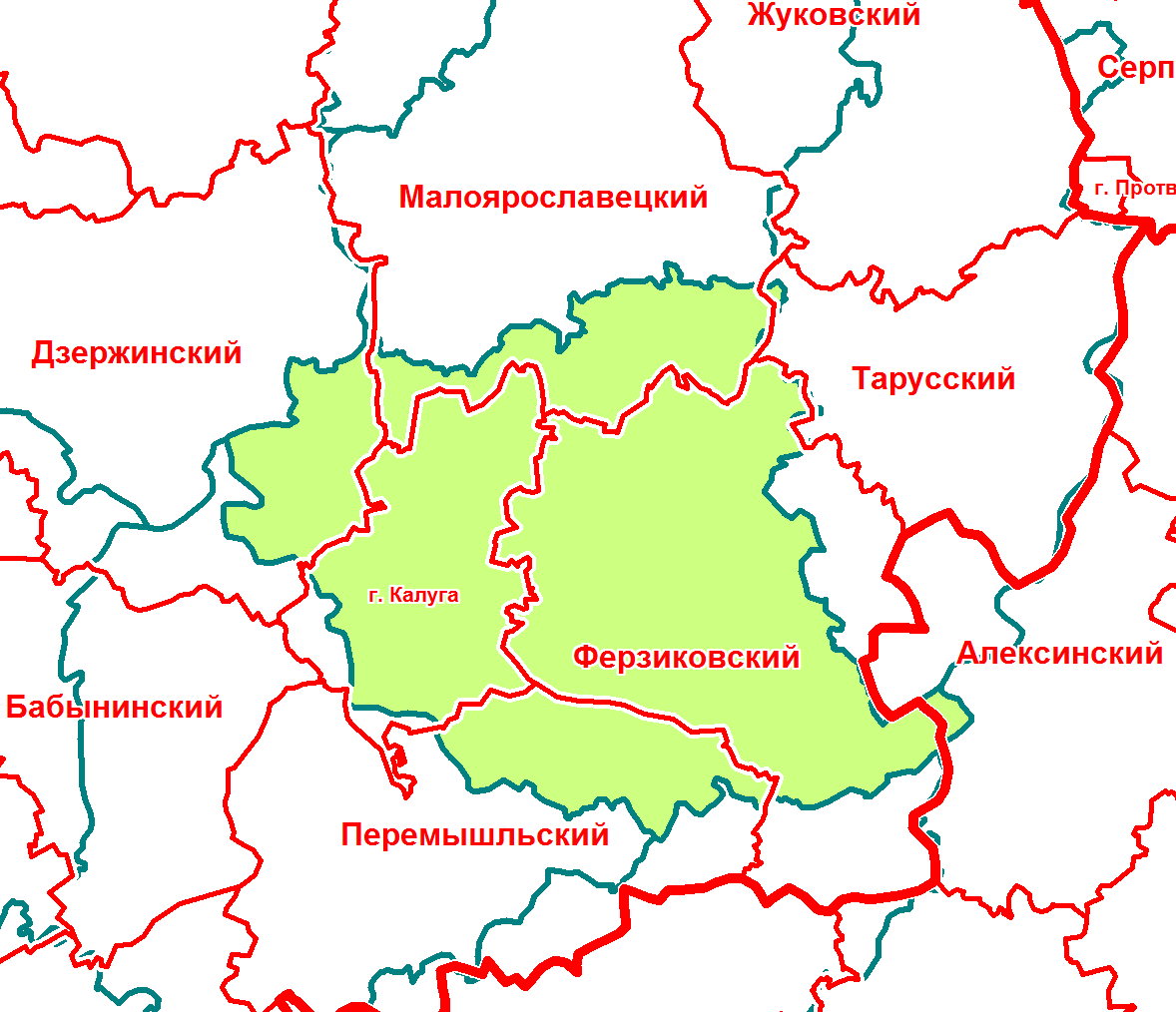
Калужский уезд в современной сетке районов

Калу́жский уе́зд — административно-территориальная единица в составе Московской и Калужской губерний, существовавшая в 1708—1929 годах. Уездный город — Калуга.

## География
Уезд располагался на востоке Калужской губернии, граничил с Тульской губернией. Площадь уезда составляла в 1897 году 1683,0 вёрст² (1915 км²), в 1926 году — 2797 км².
На востоке уезд граничил с Тарусским и Алексинским уездом Тульской губернии, на юге с Лихвинским и Перемышльским уездами, на западе с Медынским, на севере с Малоярославецким уездом.

## История
До 1708 г. многие земли Калужского уезда относились к Алексинскому уезду, и упомянуты в переписи 1709 г. по Алексинскому уезду (Калужский и Любуцкой станы).
Юридически Калужский уезд был оформлен в 1708 году в ходе административной реформы Петра I, когда он был отнесён к Московской губернии. 
В 1719 году при разделении губерний на провинции отнесён к Калужской провинции Московской губернии.
С 1776 по 1796 год Калужский уезд относился к Калужскому наместничеству, которое в 1796 году было преобразовано в Калужскую губернию.
В 1785 году в уезде было 59 церквей, из которых 27 — каменных, и два монастыря в окрестностях Калуги: Лаврентьев и Тихонова пустынь. В ведомстве Казённой палаты находились 22 деревни, 15 сёл и 1 слобода, принадлежащих дворянам — 138 деревень, 131 сельцо и 41 село. В уезде также находились одна суконная и две полотняные фабрики, купоросный, кожевенный и железный заводы.
До революции в состав уезда входило 11 волостей. В начале 1918 года были образованы Андроновская и Городенская волости. Постановлением президиума Калужского исполкома от 4 ноября 1918 года все 13 волостей переименованы. В ноябре 1924 года в состав уезда вошли Андреевская, Железцовская, Заборовская, Кумовская, Полянская, Рыченская волости из Перемышльского уезда и Сашкинская волость Тарусского уезда, при этом волости были укрупнены, после чего их осталось 8. В мае 1927 года Ферзиковская волость Калужского и Богимовская волость Тарусского уезда передали друг другу по три селения. В том же году в ходе укрупнения уездов в состав Калужского вошли Богимовская, Тарусская и Ямская волость Тарусского уезда, Бабынинская, Утешевская и Щелкановская волость Мещовского уезда, Троицкая волость Медынского уезда и Подборская волость Козельского уезда. В ноябре 1928 года в состав Бабынинской волости включены четыре селения и два хутора Мошонской волости Сухиничского уезда.
Постановлением президиума ВЦИК от 14 января 1929 года Калужская губерния и все её уезды были ликвидированы. Большая часть территории Калужского уезда вошла в состав Калужского округа Центрально-Промышленной области (с 3 июня 1929 года — Московской области).

## Административное деление
В 1890 году в состав уезда входило 13 волостей
| № п/п | Волость      | Волостное правление | Число селений | Население |
| ----- | ------------ | ------------------- | ------------- | --------- |
| 1     | Андроновское | с. Архангельское    | 9             | 2423      |
| 2     | Бабаевская   | д. Березники        | 42            | 5901      |
| 3     | Бобровская   | с. Боброво          | 26            | 4010      |
| 4     | Городенская  | д. Красотынка       | 38            | 5893      |
| 5     | Карачевская  | с. Карачево         | 39            | 6905      |
| 6     | Лосенская    | д. Фитинино         | 32            | 5893      |
| 7     | Лущихинская  | с. Лущихино         | 25            | 5815      |
| 8     | Покровская   | с. Покров           | 26            | 5585      |
| 9     | Сергиевская  | с. Касово           | 26            | 4821      |
| 10    | Слядневская  | с. Сляднево         | 27            | 5533      |
| 11    | Сугоновская  | с. Сугоново         | 35            | 4314      |
| 12    | Тихоновская  | сл. Тихонова        | 11            | 7302      |
| 13    | Ферзиковская | с. Ферзиково        | 20            | 2481      |

В 1913 году в уезде было 11 волостей. В ноябре 1918 года все волости были переименованы. В 1924 году, после включения в состав Калужского уезда территории упразднённого Перемышльского, было проведено первое укрупнение волостей. Второе укрупнение произошло в 1927 году после включения нескольких волостей, ранее принадлежавших Медынскому, Мещовскому и Тарусскому уездам.
| до 1917                                      | в начале 1918                                | с ноября 1918                                | с 1924                                       | с 1927           |
| -------------------------------------------- | -------------------------------------------- | -------------------------------------------- | -------------------------------------------- | ---------------- |
| Бабаевская                                   | Бабаевская                                   | Луначарская                                  | Бабаевская                                   | Бебелевская      |
| Сугоновская                                  | Сугоновская                                  | Зиновьевская                                 | Бабаевская                                   | Бебелевская      |
| Бобровская                                   | Бобровская                                   | Бебелевская                                  | Бебелевская                                  | Бебелевская      |
| Бобровская                                   | Городенская                                  | Урицкая                                      | Бебелевская                                  | Бебелевская      |
| Сергиевская                                  | Городенская                                  | Урицкая                                      | Бебелевская                                  | Бебелевская      |
| Сергиевская                                  | Кольцовская                                  |                                              | Бебелевская                                  | Бебелевская      |
| Сергиевская                                  | Кольцовская                                  | Ферзиковская                                 | Ферзиковская                                 |                  |
| Ферзиковская                                 | Андроновская                                 | Ферзиковская                                 | Ферзиковская                                 | Никинтинская     |
| Ферзиковская                                 | Ферзиковская                                 | Ферзиковская                                 | Ферзиковская                                 | Карл-Марксовская |
| Лущихинская                                  | Лущихинская                                  | Пролетарская                                 | Ласальская                                   | Ласальская       |
| Лосенская                                    | Лосенская                                    | Ласальская                                   | Ласальская                                   | Ласальская       |
| Покровская                                   | Покровская                                   | Некрасовская                                 | Некрасовская                                 | Некрасовская     |
| Карачевская                                  | Карачевская                                  | Троцкая                                      | Некрасовская                                 | Некрасовская     |
| Тихоновская                                  | Тихоновская                                  | Льва-Толстовская                             | Некрасовская                                 | Некрасовская     |
| Тихоновская                                  | Тихоновская                                  | Льва-Толстовская                             | Пятовская                                    | Пятовская        |
| Слядневская                                  | Слядневская                                  | Интернациональная                            | Пятовская                                    | Пятовская        |
| ранее Перемышльский уезд                     | ранее Перемышльский уезд                     | ранее Перемышльский уезд                     | Перемышльская                                | Перемышльская    |
| ранее Перемышльский уезд                     | ранее Перемышльский уезд                     | ранее Перемышльский уезд                     | Воротынская                                  | Воротынская      |
| ранее Медынский, Мещовский и Тарусский уезды | ранее Медынский, Мещовский и Тарусский уезды | ранее Медынский, Мещовский и Тарусский уезды | ранее Медынский, Мещовский и Тарусский уезды | Бабынинская      |
| ранее Медынский, Мещовский и Тарусский уезды | ранее Медынский, Мещовский и Тарусский уезды | ранее Медынский, Мещовский и Тарусский уезды | ранее Медынский, Мещовский и Тарусский уезды | Тарусская        |
| ранее Медынский, Мещовский и Тарусский уезды | ранее Медынский, Мещовский и Тарусский уезды | ранее Медынский, Мещовский и Тарусский уезды | ранее Медынский, Мещовский и Тарусский уезды | Троицкая         |
| ранее Медынский, Мещовский и Тарусский уезды | ранее Медынский, Мещовский и Тарусский уезды | ранее Медынский, Мещовский и Тарусский уезды | ранее Медынский, Мещовский и Тарусский уезды | Щелкановская     |

## Население
Калужский уезд был одним из наименее населённых уездов губернии — 37 человек на 1 версту² в 1903 году, однако при подсчёте населения живущие непосредственно в Калуге учитывались отдельно.
По данным переписи 1897 года в уезде проживало 115 321 человек. В том числе русские — 96,5 %; поляки — 1,3 %; украинцы — 1,1 %. В городе Калуга проживало 49 513 человек.
По итогам всесоюзной переписи населения 1926 года население уезда составило 188 009 человек, из них городское — 54 391 человек.
| Год  | Численность | Численность |
| ---- | ----------- | ----------- |
| 1849 | 92 673      | [ 9 ]       |
| 1859 | 93 641      | [ 10 ]      |
| 1897 | 115 321     |             |
| 1913 | 137 816     | [ 11 ]      |
| 1920 | 118 336     | [ 12 ]      |
| 1926 | 188 009     |             |